# Danijel Zenkovic
Danijel Zenkovic (* 31. März 1987 in Cazin, SFR Jugoslawien, heute Bosnien und Herzegowina) ist ein ehemaliger österreichischer Fußballspieler und nunmehriger -trainer.

## Spielerkarriere
Zenkovic begann seine Karriere beim SV Austria Salzburg, bei dem er später auch für die BNZ-Teams spielte. Zur Saison 2004/05 wechselte er nach Deutschland in die Jugend von Wacker Burghausen. Zur Saison 2005/06 kehrte er nach Österreich zurück und wechselte zum viertklassigen SV Hallwang. Im Jänner 2006 schloss er sich dem Regionalligisten Salzburger AK 1914 an, mit dem er zu Saisonende allerdings aus der Regionalliga abstieg. Nach dem Abstieg wechselte der Offensivspieler zur Saison 2006/07 ein zweites Mal nach Deutschland, diesmal zum unterklassigen ESV Freilassing. Zur Saison 2007/08 kehrte er wieder nach Österreich zurück und wechselte zur Reserve des USK Anif. Für diese spielte er achtmal in der 2. Klasse, ehe er nach der Saison 2007/08 seine Karriere im Alter von 21 Jahren beendete. In der Saison 2008/09 war er zwar noch für den SV Anthering gemeldet, spielen sollte er dort allerdings nie mehr. Im Juli 2009 wurde er schließlich auch offiziell abgemeldet.

## Trainerkarriere
Zenkovic trainierte von 2006 bis 2012 in der Jugend des FC Red Bull Salzburg. Nach dem Erwerb der UEFA-A-Lizenz im Juni 2012 übernahm er zur Saison 2012/13 in der Akademie die U15 der Salzburger. Zur Saison 2013/14 wechselte er in die AKA Tirol, wo er in seiner ersten Spielzeit den 1999er-Jahrgang als U15 und in seiner zweiten als U16 betreute. In der Saison 2015/16 war er Trainer der U13 in der Jugend des SK Sturm Graz. Zur Saison 2016/17 wechselte Zenkovic in die Niederlande in die Jugend von Ajax Amsterdam.
Nach drei Jahren in der niederländischen Hauptstadt kehrte der gebürtige Jugoslawe zur Saison 2019/20 wieder nach Österreich zurück und wurde Co-Trainer von Markus Schopp beim Bundesligisten TSV Hartberg. Im Februar 2020 wurde er bei den Steirern zusätzlich Sportkoordinator.
Zur Saison 2020/21 wechselte er nach Deutschland zum Bundesligisten Werder Bremen, bei dem er Co-Trainer von Florian Kohfeldt wurde. Vor dem letzten Spieltag wurde Kohfeldt durch Thomas Schaaf ersetzt, dem Zenkovic ebenfalls assistierte. Nach dem Abstieg in die 2. Bundesliga wurde zur Saison 2021/22 Markus Anfang als neuer Cheftrainer verpflichtet. Zenkovic war neben Florian Junge, den Anfang vom SV Darmstadt 98 mitbrachte, der zweite Co-Trainer. Nachdem gegen Anfang und Junge Mitte November 2021 ein Ermittlungsverfahren wegen des Verdachts der Fälschung eins digitalen COVID-Impfzertifikats eröffnet worden war, traten diese am Tag des 14. Spieltags von ihren Posten zurück. Zenkovic, der im Oktober 2021 die UEFA-Pro-Lizenz bestanden hatte, übernahm die Mannschaft daraufhin kurzfristig als Interimstrainer und betreute sie bei einem 1:1-Unentschieden gegen den FC Schalke 04. Drei Tage später wurde Zenkovic vor dem Beginn der neuen Trainingswoche positiv auf das Virus SARS-CoV-2 getestet und musste in häusliche Quarantäne. Für ihn übernahm der U19-Trainer Christian Brand, der ihn beim Schalke-Spiel als Co-Trainer unterstützt hatte, die Aufgaben des Interimstrainers. Anschließend assistierte er bis zur Winterpause dem neuen Cheftrainer Ole Werner.
Anfang Jänner 2022 wechselte Zenkovic nach Belgien zum FC Brügge, bei dem er Co-Trainer des ebenfalls neu eingestellten Alfred Schreuder wurde.